# Charlie Colombo
Charles Martin Colombo (ur. 20 lipca 1920 w Saint Louis, zm. 7 maja 1986 tamże) – amerykański piłkarz grający na pozycji środkowego obrońcy. Uczestnik Mundialu 1950.

## Kariera
Colombo zaczynał karierę w amatorskim St. Louis Simpkins-Ford, z którym w roku 1948 oraz 1950 zdobył U.S. Open Cup. Znany był z pseudonimu „Rękawiczki” (ang. Gloves), ponieważ za każdym razem kiedy grywał dla klubu lub reprezentacji zakładał rękawiczki, niezależnie od pogody. W reprezentacji narodowej grywał w latach 1948–1952. 
Dwukrotnie reprezentował Stany Zjednoczone podczas letnich igrzysk olimpijskich: w 1948 w Londynie oraz w 1952 w Helsinkach.
W 1950 został powołany do kadry piłkarskiej Stanów Zjednoczonych przez ówczesnego trenera Williama Jeffreya na Mistrzostwa Świata 1950, które odbywały się w Brazylii. Znany jest również z tego, gdy podczas meczu Anglia - Stany Zjednoczone (tzw. Cud na trawie) na Mundialu 1950 (wygranego 0:1), niesportowo przytrzymywał Stana Mortensena, dzięki temu Anglia uzyskała rzut wolny, ale dzięki pomyślnym interwencjom Franka Borghiego, Stany Zjednoczone sensacyjnie zwyciężyły w tym meczu. Oferowano mu zawodową karierę piłkarską na terenie Brazylii, jednak odmówił. W roku 1976 został członkiem galerii sław National Soccer Hall of Fame. Po zakończeniu kariery został trenerem innej piłkarskiej drużyny amatorskiej z St. Louis – St. Louis Ambrose. 
Zmarł w 1986. Został pochowany na cmentarzu Old Saints Peter and Paul Catholic Cemetery w rodzinnym Saint Louis.